# Quarts de nou
Las ocho y media (o Quarts de 9) es un magazine informativo sobre la actualidad del mundo de las torres humanas. El programa fue emitido por primera vez el 12 de junio de 2005 en el Canal 33 y actualmente se emite en Tv3. Lo dirige Manu Menéndez.

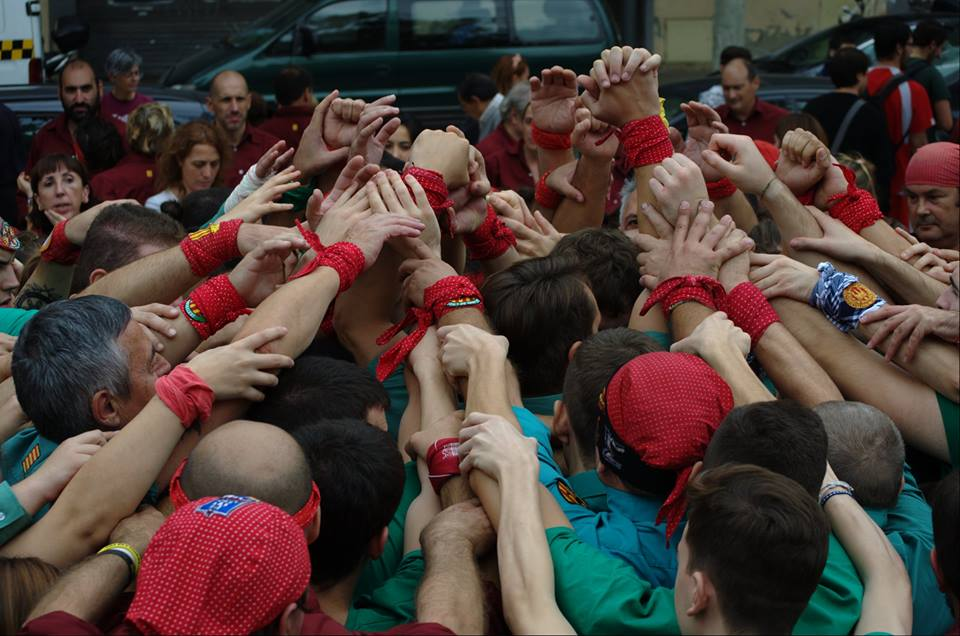
Base de la construcción de un castillo